# Ludovico Teodonari
Ludovico Teodonari (Rieti, ... – Rieti, 1436) è stato un vescovo cattolico italiano.

## Biografia
Nato a Rieti da nobile famiglia, fu canonico della cattedrale cittadina di Santa Maria Assunta. Il 20 agosto 1390 fu nominato vescovo dell'Aquila da papa Bonifacio IX; secondo altre fonti, invece, la nomina avvenne nel 1389 sotto papa Urbano VI. Tuttavia, in periodo di scisma d'Occidente, la diocesi fu occupata dagli antivescovi Berardo da Teramo e Jacopo Donadei fino al 1395.
Il 4 settembre 1397 fu nominato vescovo di Rieti, lasciando la diocesi aquilana all'amministratore apostolico Corrado Camponeschi. Morì a Rieti nel 1436.